# Lebec
Lebec statisztikai település az USA Kalifornia államában, Kern megyében. Lakosainak száma 1239 fő (2020. április 1.).

## Népesség
A település népességének változása:

| 2010 | 1 468 |
| 2020 | 1 239 |